# Гертруда фон Бабенберг
Гертруда фон Бабенберг (на немски: Gertrude von Babenberg; на чешки: Gertruda Babenberská; * 1120, † 8 април 1150) от род Бабенберги, е маркграфиня от Остаричи (Австрия) и чрез женитба херцогиня на Бохемия (1140 – 1150).

## Живот
Дъщеря е на маркграф Леополд III фон Бабенберг (1073 – 1136) и втората му съпруга Агнес фон Вайблинген (1072 – 1143), дъщеря на император Хайнрих IV и Берта Савойска.
Гертруда се омъжва през 1140 г. за бохемския херцог Владислав II от Бохемия (1110 – 1174) от династията Пршемисловци, който от 1158 г. е крал на Бохемия.
Тя умира на 8 април 1150 г. Нейният съпруг се жени през 1153 г. за Юдит Тюрингска.

## Деца
- Фредерик (Бедржих) (1141/1142 – 1189), херцог на Бохемия
- Агнеса (Анежка), абатиса в манастир Св. Георг в Прага от 1224
- Сватоплук († сл. 15 октомври 1169)
- Войтех (1145 – 1200), като Аделберт архиепископ на Залцбург 1168 – 1174, 1183 – 1203.